# ル・ジャンティ (小惑星)
ル・ジャンティ (12718 Le Gentil) は小惑星帯に位置する小惑星。ベルギーの天文学者エリック・ヴァルター・エルストがヨーロッパ南天天文台で発見し、フランスの18世紀の天文学者ギヨーム・ル・ジャンティに因んで命名された。